# Geschützter Landschaftsbestandteil Buchenwald Rehberg

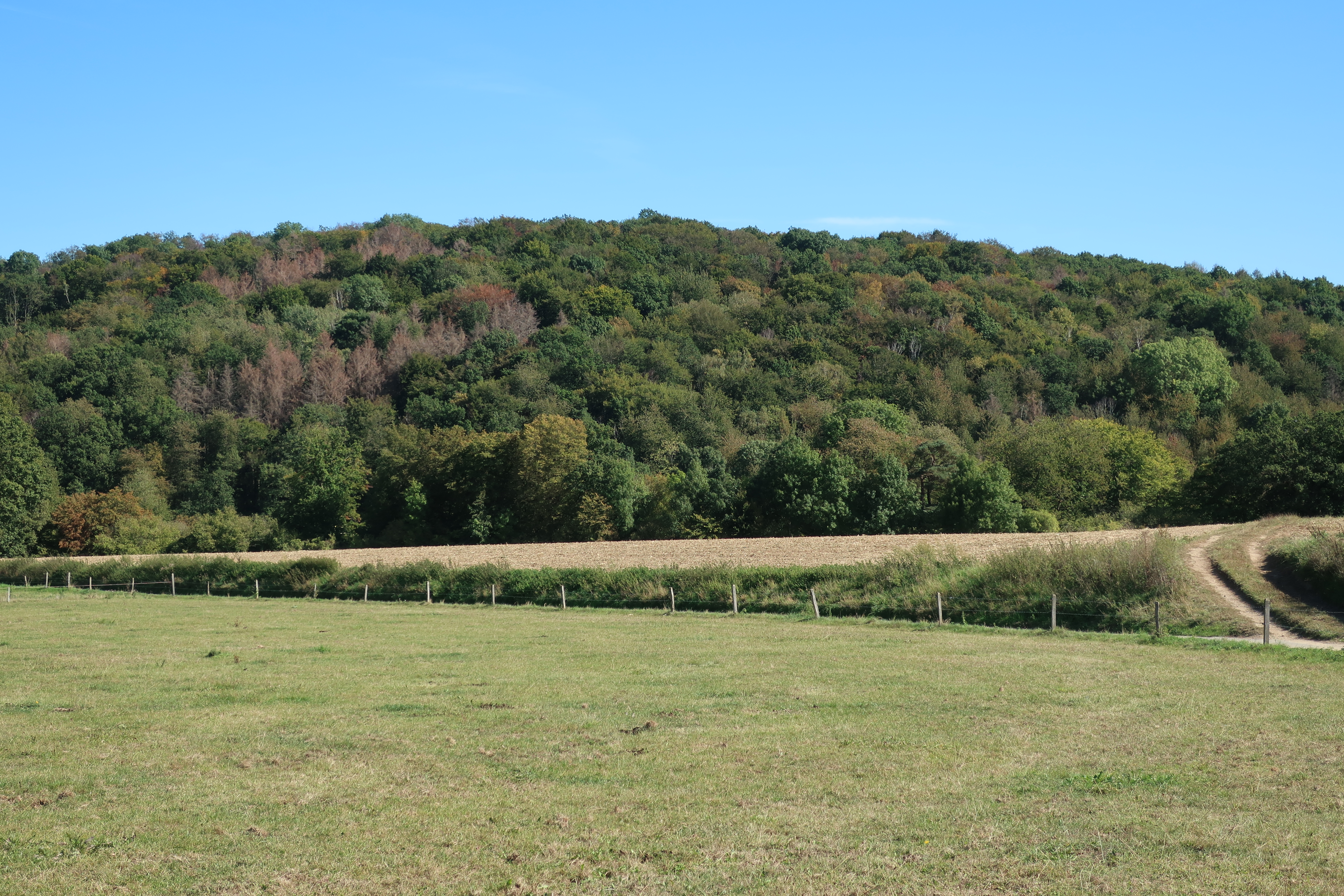
Geschützter Landschaftsbestandteil Buchenwald Rehberg

Der Geschützte Landschaftsbestandteil Buchenwald Rehberg mit einer Flächengröße von 3,9 ha befindet sich am Nordwest-Hang des Rehberges südöstlich von Berchum auf dem Gebiet der kreisfreien Stadt Hagen in Nordrhein-Westfalen. Der LB wurde 1994 mit dem Landschaftsplan der Stadt Hagen vom Stadtrat von Hagen ausgewiesen.

## Beschreibung
Beschreibung laut Landschaftsplan: „Es handelt sich überwiegend um alten Buchenwald mit artenreicher Krautschicht sowie um einen Quellbereich.“

## Schutzzweck
Laut Landschaftsplan erfolgte die Ausweisung insbesondere: 
- „zur Sicherung der Leistungsfähigkeit des Naturhaushalts durch Erhalt eines wertvollen Altholzbestandes mit besonderer Bedeutung als Lebensraum für bedrohte Pflanzenarten sowie für Kleinsäuger, höhlenbrütende Vögel und totholzbewohnende Insekten.“[1]